# Festival Internacional de la Cultura de Boyacá 2004
La 32.ª edición del Festival Internacional de la Cultura de Boyacá, celebrada en la ciudad colombiana de Tunja, tuvo lugar entre el 27 de abril y el 5 de mayo de 2004. Diversas exposiciones de arte, cine, teatro, encuentros de rock, jazz, bolero y tango estuvieron presentes en una de las máximas muestras de cultura en Colombia.
El Festival Internacional de la Cultura, inició en 1973, en ese entonces, Gustavo Mateus Cortés jefe de Relaciones Públicas de la Industria Licorera de Boyacá, tuvo la idea de organizar en esa semana la “Semana de la Cultura”. Para el evento participaron artistas de renombre nacional e internacional. Posteriormente fue creado el Instituto de Cultura y Bellas Artes de Boyacá, con el fin de continuar realizando el evento que año tras año, tomaba más fuerza.
Por los escenarios de Tunja desfilaron grandes orquestas y grupos musicales, entre los que se encuentran: la Orquesta de Cámara de Leipzig, la Orquesta Sinfónica de Colombia, la Orquesta Filarmónica de Bogotá y la Orquesta Sinfónica de Boston.
En el evento todos podrán disfrutar de exposiciones de arte, cine y teatro; también encuentros de rock, jazz, bolero y tango. La celebración de dicho festival se enfoca en la importancia de la cultura en el desarrollo socioeconómico de las comunidades.

## Países Participantes
| País participante    | Artista |
| -------------------- | ------- |
| Alemania             |         |
| Bélgica              |         |
| Bolivia              |         |
| Brasil               |         |
| Chile                |         |
| China                |         |
| Colombia             |         |
| Costa Rica           |         |
| Cuba                 |         |
| Ecuador              |         |
| España               |         |
| Estados Unidos       |         |
| Francia              |         |
| Italia               |         |
| Japón                |         |
| México               |         |
| Perú                 |         |
| Puerto Rico          |         |
| República Dominicana |         |
| Turquía              |         |
| Uruguay              |         |
| Venezuela            |         |